# Липа звичайна (пам'ятка природи, Хмельницький)
Ли́па звича́йна — ботанічна пам'ятка природи місцевого значення в Україні. Розташована в межах міста Хмельницький, вул. Грушевського, 64. 
Площа 0,02 га. Статус надано згідно з рішенням облвиконкому № 213 від 14.07.1977 року. Перебуває у віданні: УЖКГ Хмельницького міськвиконкому. 
Статус надано з метою збереження одного вікового дерева липи звичайної (Tilia europaea).